# Kincses Veronika
Kincses Veronika (Budapest, 1948. szeptember 8. –) Kossuth-díjas és Liszt Ferenc-díjas opera-énekesnő (lírai szoprán), érdemes művész, a Halhatatlanok Társulatának örökös tagja, egyetemi tanár.

## Életpályája
Szülei Kincses György és Angyal Etelka. A Bartók Béla Zeneművészeti Gimnáziumban tanult, majd tanulmányait a Zeneakadémián végezte 1968–1973 között, illetve a római Accademia di Santa Cecilián 1974-ben. 1973-ban a Magyar Állami Operaház magánénekese lett. 2002 óta a Pécsi Tudományegyetem egyetemi tanára.

### Munkássága
Számos komplett operalemezen énekelt főszerepeket, magyar és külföldi hanglemezcégek felkérésére, hét szólólemez, előadások felvételei és önálló film- és televíziós produkciók jelentek meg DVD-n. Lemezei nemzetközi hanglemezdíjak nyertesei (Párizs, New York). A világ számtalan operaszínpadán énekelt már visszatérő vendégként nagy sikerrel. A bécsi Staatsoperben, a berlini Deutsche Operben, a velencei La Fenicében, a római operaházban, a barcelonai Teatro Liceuban, a Buenos Aires-i Teatro Colónban, a bostoni, San Franciscó-i, montréali operákban. Neves fesztiválok vendégeként Salzburgban, Bécsben, Athénban, Thesszalonikiben, a Bard-fesztiválon (New York), Firenzében, Drezdában stb. énekelt. Szingapúr, Hongkong, Izrael koncerttermeiben, valamint a Carnegie Hallban is fellépett. Törökországi bemutatóként Bartók: A kékszakállú herceg vára című operájában Judit szerepét énekelte. Puccini Pillangókisasszonyának és Mimijének felülmúlhatatlan megformálója.

## Magánélete
1970-ben házasságot kötött Vajda József (1947–2016) fagottművésszel. Egy fiuk született: Vajda Gergely (1973) karmester-zeneszerző.

## Színházi szerepei
A Színházi Adattárban regisztrált bemutatóinak száma: 27.
| - Tamási Aladár: 100% (1927–1930).... - Pergolesi: Az úrhatnám szolgáló....Serpina - Mozart: Don Giovanni....Zerlina; Donna Elvira - Prokofjev: A három narancs szerelmese....Ninetta - Szabó–Borgulya: Légy jó mindhalálig....Nyilas Misi - Mozart: Figaro házassága....Susanna; Grófné - Puccini: Bohémélet....Mimi - Joseph Haydn: A patikus....Volpino - Vincenzo Bellini: Norma....Norma - Puccini: Manon Lescaut....Manon Lescaut - Mozart: Così fan tutte....Fiordiligi | - Giuseppe Verdi: Ernani....Elvira - Puccini: Angelica nővér....Angelica nővér - Verdi: Simon Boccanegra....Amelia Grimaldi - Georges Bizet: Carmen....Micaela - Puccini: Pillangókisasszony....Madame Butterfly - Richard Wagner: A nürnbergi mesterdalnokok....Éva - Ottorino Respighi: A láng....Silvana - Szörényi Levente: 'Fénylő ölednek édes örömében'....Ereskigál - Mozart: Titus kegyelme....Vitellia - Francesco Cilea: Adriana Lecouvreur....Adriana |

## Filmjei
- Zenés TV Színház (1977)
- A kétfenekű dob (1978)
- Az élet muzsikája – Kálmán Imre (1984)
- Orpheusz és Euridiké (1986)
- Wind (1992)

## Díjai, kitüntetései
- Liszt Ferenc-díj (1978)
- Székely Mihály-emlékplakett (1979)
- Kossuth-díj (1980)
- Érdemes művész (1988)
- Erzsébet-díj (1990)
- Örökös tag a Halhatatlanok Társulatában (1997)
- EMeRTon-díj (1998)
- A Magyar Köztársasági Érdemrend középkeresztje (2008)
- A Magyar Állami Operaház örökös tagja (2009)
- A Magyar Állami Operaház Mesterművésze (2009)